# The Final Cut
The Final Cut är ett musikalbum av rockgruppen Pink Floyd, utgivet i mars 1983. Richard Wright har hoppat av gruppen och efter att albumet släppts lämnar också Roger Waters gruppen och gör solokarriär.

## Låtlista
Alla låtar är skrivna av Roger Waters.
Sida 1
1. "The Post War Dream" - 3:03
2. "Your Possible Pasts" - 4:22
3. "One of the Few" - 1:22
4. "When the Tigers Broke Free" - 3:16
5. "The Hero's Return" - 2:57
6. "The Gunners Dream" - 5:06
7. "Paranoid Eyes" - 3:43

Sida 2
1. "Get Your Filthy Hands off My Desert" - 1:16
2. "The Fletcher Memorial Home" - 4:12
3. "Southampton Dock" - 2:08
4. "The Final Cut" - 4:48
5. "Not Now John" - 5:02
6. "Two Suns in the Sunset" - 5:20